# مصرف شمال إفريقيا التجاري
مصرف شمال إفريقيا التجاري (بالإنجليزية: North African Commercial Bank)‏ هو مصرف تم تأسيسه في شارع جستنيان في الحمرا ببيروت وذلك عام 1973، وهو يعد من المصارف التقليدية في لبنان.

## التسمية والمساهمون
كان اسم المصرف في البداية «المصرف العربي الليبي التونسي»، وذلك لكون المساهمين الأساسيين فيه «المصرف العربي الليبي الخارجي» الواقع في طرابلس في ليبيا و«الشركة التونسية للبنك» الواقعة في تونس، لكن في ديسمبر عام 1989 باعت الشركة التونسية للمصرف أسهمها فتغير اسم المصرف وأصبح «مصرف شمال إفريقيا التجاري» وأصبح المساهمون هم: المصرف الليبي الخارجي بنسبة 99,54% ومصرف ديموريكو هولدنغ الواقع في بيروت بلبنان بنسبة 0,45% بالإضافة إلى مساهمين آخرين هم أعضاء مجلس الإدارة بنسبة 0,01%،
ويصل رأس المال الكلي المدفوع للمصرف 128,599,170,000 ليرة لبنانية.

## إخضاع المصرف للتجميد
التزامًا بقرار الأمم المتحدة بتاريخ 28 فبرير عام 2011 والقرار 1973 بتاريخ 18 مارس عام 2011 تم إخضاع بنك شمال إفريقيا التجاري لتجميد كامل أنشطته، وذلك لتجميد أصول أسرة النظام الليبي الحاكم حيث يساهم المصرف الليبي الخارجي بنسبة 99,45% من مصرف شمال إفريقيا.

## مجلس الإدارة
يتكون مجلس إدارة مصرف إفريقيا التجاري من:
- محمد نجيب حميدة الجمل رئيس مجلس الإدارة والمدير العام
- محمد نجيب حسن منصور العضو النائب عن البنك الليبي الخارجي
- عبد السلام الجهاوي العضو النائب عن مصرف ديموريكو هولدنغ
- محمد منير نافي عضو
- جان بول مارسيل توما عضو
- خالد محمد الكردي عضو
- أبو بكر محمد الودان عضو.
- أسامة رامي سراج عضو
- رانيا جوزيف الحاج أمين سر المجلس.[5]

## طالع أيضًا
- قائمة البنوك في لبنان